# 龍川駅列車爆発事故
龍川駅列車爆発事故（リョンチョンえきれっしゃばくはつじこ）は、朝鮮民主主義人民共和国（北朝鮮）平安北道龍川郡にある鉄道平義線（京義線）龍川駅付近で2004年4月22日に発生した多数の死傷者を出した爆発事故である。

## 概説
2004年4月22日午後0時15分頃（朝鮮標準時）、平義線龍川駅からおよそ100mの地点（構内かは不明）で硝酸アンモニウムを積んだ列車が大爆発を起こした。
平義線は中国との国境駅である新義州と平壌を結ぶ主要路線で、国際列車も運行されている。龍川駅は新義州駅から20km未満の地点に位置している。
この爆発により駅は壊滅状態になり、地面は抉られ、およそ15mもの巨大な穴が空いた。半径500m以内の建物が全壊、約4km四方に亘り被害を受けた。駅周辺は建物が密集していたため、161名が死亡、およそ1,350名の（一部報道では3,000名とも言われる）負傷者を出す大惨事となった。駅から200mの場所には龍川小学校があり、死者の内76名はそこで授業中の小学生であった。
報告書によると、負傷者の内、鼓膜が破れ聴力を失った人は80人、失明した人は5〜6人。WHO（世界保健機関）によると眼球負傷者は約90人。
また、1,850世帯の住宅が完全に倒壊し、6,250世帯が窓や屋根などが損傷した。駅周辺は5階建ての集合住宅が密集していた。4階建ての小学校校舎（延べ面積3,250m2）は4階が破壊され、他の階も窓ガラスが割れるなどの被害を受けた。他、文化会館（2,800m2）などの公共施設と産業、商業施設など30余棟が破壊され、総被害額は373億円に上る。

### 原因
事故原因について「龍川郡災害対策委員会」委員長の張松根は、「硝酸アンモニウムと石油を積んだ列車同士が作業員の操作ミスで衝突し、駅構内の電柱が倒れて、電線のショートによる火花が引火して列車が爆発した」とした。
現地取材した在日紙朝鮮新報では、「貨物列車と油槽車両の入換作業中」であったと伝えている。

### 当局の事実確認の早さ
なお、この事故は発生当日の22日夜に最初韓国メディアが報道した。韓国YTNテレビが撮影した爆発現場映像によると、発生場所から炎が上がっていることが確認できる。
北朝鮮政府はこの報道の翌日の23日に滞在中の日本人記者に対し、死傷者数を公表。同国の公式マスメディアも、中国の新華社に続き、朝鮮中央通信が24日に「窒酸（硝酸）アンモニウム肥料を積載した貨車と油槽車に対する作業をしていた際、不注意により電気線に接触し、爆発事故が発生した」と報道した。
この事実確認と公式報道の早さは、今まで大規模な事故でも報道しなかった同国では異例ともいえるものであった。
国連に駐在する北朝鮮代表部は、国連緊急援助調整官室に救援を24日までに要請した。
なお、平壌に常駐している国連人道支援調整局などの国際機関代表らは事故翌日の23日に初会合を開き、2日後の24日には現場派遣されている。

## 救護活動
事故の翌日23日から近隣地域から食糧などの支援物資が届いたと朝鮮新報が伝えた。
事故3日後の25日の朝鮮中央通信は、政府保健省、商業省が医薬品、生活物資を住民に送ったことを報じた。
事故後、負傷者らは、医療機関が比較的整っている新義州市に多く搬送された。平壌市での治療を受けた患者もいるようである。
朝鮮赤十字会と国際赤十字が協力して救護活動を行った。
なお、現場では4日後の26日に、救出活動が行われていた校舎の瓦礫の下から1名の児童救出に成功している。

### 諸国の支援
北朝鮮政府はまず23日に国境が近い中国に救援要請、24日には国連に要請した。
各国の動きも早く、韓国政府は24日に100万米ドルの支援を行う。中国政府も同様である。韓国の各種団体も25日に北朝鮮に派遣している。日本政府は国連からの要請に応える形で、25日、10万米ドルの医薬品提供を決定。欧州連合（EU）は26万米ドルの援助を行った。アメリカ合衆国政府も人道支援を決めた。
北朝鮮政府は、国際社会からの支援策を受け入れ、感謝を表明している。
北朝鮮にあるユニセフ、WHO、赤十字国際委員会の医薬品が24日から現地住民に提供されている。
韓国、日本などの各国の諸団体は、募金を集めるなどして支援物資や医薬品を5月～6月頃に届けるなど、現地入りして活動が行えている。

## 復旧活動
4月22日の事故発生から5日後の27日までに、副総理を総責任者とする「龍川被害復旧中央指揮部」と道人民委員会（道の行政機関）に「道指揮部」が設置され、救援活動と並行して労働者、青年や軍人などを動員して復旧活動が行われた。
鉄道路線は、早い段階で仮線の敷設により開通させている。
韓国からの建設資材などの提供も受けている。
朝鮮新報によれば、住宅を失った住民等は、テント暮らしを余儀なくされた世帯もあったようであるが、被害の小さい家に居候する世帯もあった。
5月9日に着工した龍川小学校新校舎は、9月1日までに完成している。龍川被災地では、9月までに住宅建設が終わり、住宅の復旧は事故から約4ヵ月半で完了した。その風景写真を朝鮮中央通信が配信しており、真新しい建築が立ち並ぶ町並みが窺える。
なお、全てを失った小学校に対して、在日団体から楽器やパソコンなどが寄贈されている。

## 「テロ」説
この事故は、北京から平壌へ向けて走っていた朝鮮労働党総書記金正日を乗せた専用列車が通過したしばらく後に発生したことから、それを狙ったテロではないかと憶測がなされた。中国の新華社通信は金正日を狙ったものであると報道している。
一方、韓国政府はテロを否定しており、鉄道施設の老朽化による単純事故と見られている。

## 運転再開
- 中国を結ぶ国際列車は、事故後6日の4月28日に運行を再開している。
- この事故との関係はわからないが、同年6月21日より朝鮮ウルリム運送合弁会社と丹東中国国際旅行社が平壌（蒼光山ホテル前）・丹東（中国）[注 1]間の定期国際旅客バスの運行を始めた[13]。